# Tomas Masiulis
Tomas Masiulis (Kaunas, 19 de setembro de 1975) é um ex-basquetebolista profissional lituano que atualmente atua como técnico nas seleções de base da Lituania. Masiulis atuava como Ala-pivô e em sua carreira como jogador da Seleção Lituana de Basquetebol conquistou a Medalha de Bronze nos Jogos Olímpicos de Verão de 2000 em Sydney. Suas médias durante a competição foram 7,5 ppj, 4 rpj e 1 apj, 